# Hyouka
Hyouka (氷菓, Hyōka, litt. « crème glacée ») est un roman japonais de Honobu Yonezawa. Il est le premier volume de la série Club de Littérature Classique (古典部, Koten-bu). Cinq tomes supplémentaires sont parus entre 2002 et 2016. Il est adapté en anime de 22 épisodes en 2012 par Kyoto Animation et réalisé par Yasuhiro Takemoto.
Une adaptation manga dessinée par Taskohna est publiée depuis janvier 2012 dans le Monthly Shōnen Ace de Kadokawa Shoten. Un OAV est paru en janvier 2013 avec le troisième volume du manga.

## Synopsis
Hōtarō Oreki est lycéen depuis peu, mais ne compte pas transgresser la règle qu'il s'est toujours fixée : en faire le moins possible, ne jamais se faire remarquer et rester dans la moyenne malgré ses facultés intellectuelles. Il reçoit cependant une lettre de sa sœur Tomoe, qui lui demande de rejoindre le Club de Littérature Classique, qui est sur le point de disparaître. Oreki y rencontre alors Eru Chitanda, une demoiselle énergique qui découvre vite le talent naturel du jeune garçon pour résoudre toutes sortes de mystères.
Accompagnés par leurs amis Satoshi Fukube et Mayaka Ibara, nos deux héros enquêteront notamment sur un mystérieux vieil homme de plusieurs décennies, caché dans une anthologie du Club appelée "Hyōka"...

## Personnages principaux
Hōtarō Oreki (折木 奉太郎, Oreki Hōtarō)
Voix japonaise : Yuichi Nakamura
Paresseux froid et distant, il a pour devise "Je ne fais pas ce que je ne suis pas obligé de faire et ce que je dois faire, je le fais vite". Il n'aime pas se "fatiguer inutilement" afin d'économiser son énergie. Il a par contre une capacité d'analyse assez incroyable et si l'envie lui en prend, peut facilement résoudre des mystères, seulement il n'utilise pas cette capacité uniquement par paresse. Néanmoins, et à son grand désarroi, Eru Chitanda le poussera, et la plupart du temps contre son gré à se servir de cette capacité.
Eru Chitanda (千反田える, Chitanda Eru)
Voix japonaise : Satomi Satō
Une jeune fille curieuse qui est un membre du club de littérature classique. Chaque fois que le mystère est porté à elle, elle ne sera pas en mesure d'arrêter de penser à ce sujet jusqu'à ce qu'il soit résolu ; sa phrase fétiche est «watashi kininarimasu» ("Je suis curieuse").
Satoshi Fukube (福部 里志, Fukube Satoshi)
Voix japonaise : Daisuke Sakaguchi
Camarade de classe de Oreki, qui a rejoint le club de littérature classique en même temps que lui. Il a une mémoire impressionnante au point de se faire appeler "base de données". Il est très souriant, et optimiste. Il est jaloux d'Oreki à cause de ses capacités d'analyse exceptionnelles. Il appelle Mayaka Ibara par son prénom, ce qui montre que les deux lycéens sont assez proches. Cependant, il se montre indifférent à leur relation.
Mayaka Ibara (伊原 摩耶花, Ibara Mayaka)
Voix japonaise : Ai Kayano
Elle est la quatrième membre du club de littérature classique, elle l'a rejoint en dernier. Elle, Satoshi et Oreki étaient dans le même collège. Mayaka est amoureuse de Satoshi.

## Roman
| no | Japonais                                              | Japonais         | Japonais          |
| no | Titre                                                 | Date de sortie   | ISBN              |
| -- | ----------------------------------------------------- | ---------------- | ----------------- |
| 1  | Hyōka (氷菓)                                          | 31 octobre 2001  | 4-04-427101-1     |
| 2  | Gusha no Endorōru (愚者のエンドロール)                | 31 juillet 2002  | 4-04-427102-X     |
| 3  | Kudryavka no junban (クドリャフカの順番)              | 30 juin 2005     | 4-04-873618-3     |
| 4  | Tōmawari suru hina (遠まわりする雛)                   | 3 octobre 2007   | 978-4-04-873811-8 |
| 5  | Futari no kyori no gaisan (ふたりの距離の概算)        | 25 juin 2010     | 978-4-04-874075-3 |
| 6  | Imasara Tsubasa to Iwaretemo (いまさら翼といわれても) | 30 novembre 2016 | 978-4-04-104761-3 |

## Manga
L'adaptation en manga dessinée par Taskohna est publiée à partir du 26 janvier 2012 dans le magazine Monthly Shōnen Ace. Le premier volume relié est publié le 24 avril 2012 et seize tomes sont commercialisés au 25 octobre 2024. En France, la série est publiée chez Vega-Dupuis depuis juillet 2025.
| no | Japonais          | Japonais          | Français       | Français          |
| no | Date de sortie    | ISBN              | Date de sortie | ISBN              |
| -- | ----------------- | ----------------- | -------------- | ----------------- |
| 1  | 24 avril 2012     | 978-4-04-120270-8 | 4 juillet 2025 | 978-2-37-950793-9 |
| 2  | 23 août 2012      | 978-4-04-120271-5 | 4 juillet 2025 | 978-2-37-950794-6 |
| 3  | 24 janvier 2013   | 978-4-04-120272-2 |                |                   |
| 4  | 21 juin 2013      | 978-4-04-120740-6 |                |                   |
| 5  | 24 septembre 2013 | 978-4-04-120882-3 |                |                   |
| 6  | 26 avril 2014     | 978-4-04-121096-3 |                |                   |
| 7  | 26 juillet 2014   | 978-4-04-101749-4 |                |                   |
| 8  | 26 janvier 2015   | 978-4-04-101750-0 |                |                   |
| 9  | 26 août 2015      | 978-4-04-103588-7 |                |                   |
| 10 | 26 juillet 2016   | 978-4-04-103589-4 |                |                   |
| 11 | 26 octobre 2017   | 978-4-04-103590-0 |                |                   |
| 12 | 25 mai 2019       | 978-4-04-103591-7 |                |                   |
| 13 | 25 novembre 2020  | 978-4-04-109730-4 |                |                   |
| 14 | 25 mars 2022      | 978-4-04-112386-7 |                |                   |
| 15 | 25 juillet 2023   | 978-4-04-114116-8 |                |                   |
| 16 | 25 octobre 2024   | 978-4-04-115666-7 |                |                   |

## Anime
Une adaptation en anime de 22 épisodes est annoncée en novembre 2011. Celle-ci est produite au sein du studio Kyoto Animation avec une réalisation de Yasuhiro Takemoto, un scénario de Shōji Gatō et des compositions de Kōhei Tanaka. Elle est diffusée initialement du 22 avril au 16 septembre 2012. Un épisode original video animation est commercialisé avec le troisième tome du manga en janvier 2013. Elle est diffusée en France depuis le 21 octobre 2022 sur ADN[source secondaire souhaitée].
| N°         | Titre en français (diffusion ADN)                 | Titre en anglais                                      | Titre original                                            | Date de 1re diffusion |
| ---------- | ------------------------------------------------- | ----------------------------------------------------- | --------------------------------------------------------- | --------------------- |
| 1          | Le retour du club de littérature classique        | Revival of the Classics Club and Its History          | 伝統ある古典部の再生 Dentō Aru Koten-bu no Saise          | 22 avril 2012         |
| 2          | Le prestigieux club de littérature classique      | Activities of the Esteemed Classics Club              | 名誉ある古典部の活動 Meiyo Aru Koten-bu no Katsudō        | 29 avril 2012         |
| 3          | Les héritiers du club de littérature classique    | Inheritors of the Classics Club and Its Circumstances | 事情ある古典部の末裔 Jijō Aru Koten-bu no Matsuei         | 6 mai 2012            |
| 4          | La gloire passée du club de littérature classique | Past Days of the Classics Club and Its Glory          | 栄光ある古典部の昔日 Eikō Aru Koten-bu no Sekijitsu       | 13 mai 2012           |
| 5          | La vérité sur le club de littérature classique    | The Truth of the Classics Club and Its Past           | 歴史ある古典部の真実 Rekishi Aru Koten-bu no Shinjitsu    | 20 mai 2012           |
| 6          | Péchés capitaux                                   | To Commit a Grave Sin                                 | 大罪を犯す Taizai o Okasu                                 | 27 mai 2012           |
| 7          | Chat gris                                         | When the Fog Lifts                                    | 正体見たり Shōtai Mitari                                  | 3 juin 2012           |
| 8          | Allons à l'avant-première !                       | To the Preview!                                       | 試写会に行こう! Shishakai ni Ikō!                         | 10 juin 2012          |
| 9          | Meurtre à Furuoka                                 | Murder in the Ghost Town of Furuoka                   | 古丘廃村殺人事件 Furuoka Haison Satsujin Jiken            | 17 juin 2012          |
| 10         | Angle mort                                        | Out of Sight, Out of Mind                             | 万人の死角 Ban'nin no Shikaku                             | 24 juin 2012          |
| 11         | Tombée de rideau                                  | Fools' Staff Roll                                     | 愚者のエンドロール) Gusha no Endorōru                     | 1 juillet 2012        |
| 11.5 (OAV) | Ce qui aurai dû être nôtre                        | To Be Needed                                          | 持つべきものは Motsu beki Mono wa                         | 12 janvier 2013       |
| 12         | Une pile sans fin                                 | A Huge Pile of the Stuff                              | 限りなく積まれた例のあれ Kagiri-naku Tsumareta Rei no Are | 8 juillet 2012        |
| 13         | Un cadavre au crépuscule                          | Dead at Dusk                                          | 夕べには骸に Yūbe ni wa Mukuro ni                         | 15 juillet 2012       |
| 14         | Trainée de poudre                                 | Wildfire                                              | ワイルド・ファイア Wairudo Faia                           | 22 juillet 2012       |
| 15         | L'affaire Jûmonji                                 | The Juumonji Incident                                 | 十文字事件 Jūmonji Jiken                                  | 29 juillet 2012       |
| 16         | La dernière cible                                 | The Final Target                                      | 最後の標的 Saigo no Hyōteki                               | 5 août 2012           |
| 17         | La séquence de Kudryavka                          | Kudryavka's Order                                     | クドリャフカの順番 Kudoryafuka no Junban                  | 12 août 2012          |
| 18         | Comment est la météo ?                            | Does the Sun Shine on the Peaks?                      | 連峰は晴れているか Renpō wa Harete Iru ka                 | 19 août 2012          |
| 19         | Si vous êtes allés                                | Those Whom It May Concern                             | 心あたりのある者は Kokoroatari no Aru Mono wa             | 26 août 2012          |
| 20         | Bonne année                                       | New Year's Freedom                                    | あきましておめでとう Akimashite Omedetō                   | 2 septembre 2012      |
| 21         | L'affaire des chocolats                           | The Chocolate Files                                   | 手作りチョコレート事件 Tezukuri Chokorēto Jiken           | 9 septembre 2012      |
| 22         | Le détour qu'a pris la poupée                     | Dolls in the Distance                                 | 遠まわりする雛 Tōmawari Suru Hina                         | 16 septembre 2012     |

### Light novel
1. 1 2  Tome 1
2. 1 2  Tome 2
3. 1 2  Tome 3
4. 1 2  Tome 4
5. 1 2  Tome 5
6. 1 2  Tome 6

### Manga

#### Édition japonaise
1. 1 2 3  Tome 1
2. 1 2 3  Tome 16
3. 1 2  Tome 2
4. 1 2  Tome 3
5. 1 2  Tome 4
6. 1 2  Tome 5
7. 1 2  Tome 6
8. 1 2  Tome 7
9. 1 2  Tome 8
10. 1 2  Tome 9
11. 1 2  Tome 10
12. 1 2  Tome 11
13. 1 2  Tome 12
14. 1 2  Tome 13
15. 1 2  Tome 14
16. 1 2  Tome 15

### Édition française
1. 1 2  Hyouka Tome 1
2. 1 2  Hyouka Tome 2